# Contrôleur du VIH
 (mars 2021).
Les « contrôleurs du VIH » (HIC, en anglais « HIV controllers ») sont des patients séropositifs infectés par le VIH, mais qui ne développent pas le sida et dont l'organisme parvient spontanément et durablement à contrôler la réplication virale, maintenant le virus indétectable ou presque dans le plasma (jusqu’à moins de 50 copies d’ARN viral par mL),.
Cette notion, fondée sur un critère virologique, est apparue en 2004 afin de désigner des patients particulièrement résistants à l'infection par le VIH que les notions d'« asymptomatiques à long terme » (ALT) ou « non progresseurs à long terme » (NPLT), fondées sur un critère immunologique, ne parvenaient pas à caractériser. Les « contrôleurs du VIH » sont moins nombreux que ces derniers dont on peut dire qu'ils forment un sous-groupe,.

## Définition des contrôleurs du VIH
Parmi les patients asymptomatiques à long terme, il a été observé que certains maintenaient durablement le développement du virus à des niveaux particulièrement faibles.
Les « contrôleurs du VIH », ou « contrôleurs du sida », ont alors été définis, en 2004, selon un critère virologique :
- séropositivité pour le VIH connue depuis plus de dix ans,
- jamais de traitement anti-rétroviral (à l’exception d’un éventuel traitement transitoire pour éviter une transmission de la mère à l’enfant),
- quantité d'ARN viral circulante inférieure à 400 copies/mL (c'est-à-dire une charge virale indétectable avec les tests commerciaux utilisés dans les années 1995) dans plus de 90 % des tests de charge virale plasmatique effectués.

Ils représentent moins d'1 % des séropositifs. En France, en 2008, une centaine de contrôleurs du VIH étaient connus,.
Ils font l'objet de recherches qui pourraient conduire à des médicaments ou à un vaccin contre le VIH.

## Autres terminologies et définitions
Les contrôleurs du VIH sont parfois aussi appelés « elite controllers » c'est-à-dire « contrôleurs d'élite », ou encore « aviremic controllers ».
La définition des « elite controllers » est cependant différente de celle des contrôleurs du VIH utilisée par l'Observatoire national des « HIV Controllers ». Elle est la suivante :
- pas de traitement rétroviral pendant au moins un an,
- quantité d'ARN viral circulante inférieure à 50 copies/ml (c'est-à-dire une charge virale indétectable avec les tests ultrasensibles actuels[Quand ?]) avec acceptation de tests à virémie supérieure à condition qu'ils soient non consécutifs.

On estime que 1 personne sur 300 infectées par le VIH fait partie de ce groupe.
Les chercheurs qui utilisent la notion de elite controller distinguent aussi celle des viremic controller, en la définissant par le maintien d'une charge virale comprise entre 50 et 2 000 copies d'ARN viral/ml sans traitement rétroviral pendant au moins un an, avec acceptation de tests à virémie supérieure à condition qu'ils soient minoritaires.

## Mécanismes de contrôle
Les recherches ont montré que les contrôleurs du VIH présentent un phénotype de lymphocytes T8 unique, qui confère à ces derniers la capacité de tuer les lymphocytes T4 infectés,.